# Johann Gottlieb Thierfelder
Johann Gottlieb Thierfelder (* 26. Juni 1799 in Leipzig; † 24. Februar 1867 in Meißen) war ein deutscher Arzt und Medizinhistoriker.

## Leben
Johann Gottlieb Thierfelder besuchte ab 1813 die Medizinisch-Chirurgische Akademie für das Militär in Berlin und diente ab 1815 als Regimentschirurg. Nach Auflösung des Regimentes ging er 1816 zurück nach Leipzig, wo er sich weiter dem Medizinstudium widmete. 1821 wurde er mit der Schrift „De cognoscendis morbis acutis ex lingua“ zum Dr. med. promoviert. Er übersiedelte dann nach Meißen, wo er als praktischer Arzt bis zu seinem Lebensende tätig war. Daneben hatte er die Funktion des Stadtphysicus inne.
Thierfelder beschäftigte sich neben seiner Praxisarbeit besonders mit dem Gebiet der älteren medizinischen Geschichte und Literatur. Hier war er Autor zahlreicher bedeutender Publikationen, die er etwa in Carl Christian Schmidts Jahrbüchern der gesammten in- und ausländischen Medicin oder Janus. Central-Magazin für Geschichte und Literärgeschichte der Medicin veröffentlichte. Bei Janus gehörte er zu den Hauptmitarbeitern.
Nachkommen
Johann Gottlieb Thierfelder war verheiratet mit Henriette Thierfelder, geb. Immisch (1799–1869), der Tochter eines Arztes aus Knauthain bei Leipzig. Bekannte Kinder dieser Ehe waren:
- Theodor Thierfelder (1824–1904), Professor und Ordinarius für Innere Medizin an der Universität Rostock.
- Felix Thierfelder (1826–1891), praktischer Arzt in Meißen, dirigierender Arzt im Stift Bethlehem in Ludwigslust, Medizinalrat.
- Albert Thierfelder (1842–1908), Professor und Direktor des Pathologischen Instituts an der Universität Rostock.
- Emilie Thierfelder, verheiratet mit dem Pastor Ernst Weiss zu Lockwitz bei Dresden, Eltern von (Christian) Felix Weiss (* 1855), Dr. med. und Sanitätsrat in Schwerin.[2]

## Schriften (Auswahl)
- De cognoscendis morbis acutis ex lingua. Hirschfeld, Leipzig 1821, Dissertation (Digitalisat, BSB digital)
- Additamenta ad Henrici Haeseri Bibliothecam epidemiographicam. Klinkicht, Meißen 1843 (Digitalisat, BSB digital)
- Beiträge zur Lehre von den Krankheiten der Milz. In: F. A. von Ammon: Monatsschrift für Medicin, Augenheilkunde und Chirurgie, Weidmann, Leipzig 1839 (Google Books)